# Codzienna walka
Codzienna walka (fr. Le Combat ordinaire) – francuska seria komiksowa autorstwa Manu Larceneta, wydana w czterech tomach w latach 2003–2008 przez wydawnictwo Dargaud. Po polsku ukazała się w jednym tomie zbiorczym w 2016 nakładem Wydawnictwa Komiksowego.

## Fabuła
Historia Marca, trzydziestoletniego fotografa, który codziennie toczy swoją "walkę" z nerwicą. Pewnego dnia, w czasie wizyty z kotem u weterynarza, poznaje lekarkę Emilie. Między nimi rozkwita miłość. Ich związek jest jednak także naznaczony problemami – tytułową "codzienną walką".

## Tomy
| Tom | Tytuł i rok wydania polskiego | Tytuł i rok wydania oryginalnego  | Uwagi                                                                           |
| --- | ----------------------------- | --------------------------------- | ------------------------------------------------------------------------------- |
| 1   | Rozdział 1 (2016)             | Le Combat ordinaire (2003)        | W polskim wydaniu wszystkie tomy ukazały się w jednym wydaniu zbiorczym w 2016. |
| 2   | Rozdział 2 (2016)             | Les Quantités négligeables (2004) | W polskim wydaniu wszystkie tomy ukazały się w jednym wydaniu zbiorczym w 2016. |
| 3   | Rozdział 3 (2016)             | Ce qui est précieux (2006)        | W polskim wydaniu wszystkie tomy ukazały się w jednym wydaniu zbiorczym w 2016. |
| 4   | Rozdział 4 (2016)             | Planter des clous (2008)          | W polskim wydaniu wszystkie tomy ukazały się w jednym wydaniu zbiorczym w 2016. |

## Nagrody
- 2004, Francja: Nagroda za najlepszy komiks na Międzynarodowym Festiwalu Komiksu w Angoulême za pierwszy tom serii[4]
- 2005, Francja: Nagroda Tournesol et nagroda komiksowego jury ekumenicznego prix na Międzynarodowym Festiwalu Komiksu w Angoulême za drugi tom serii[5]
- 2008, Włochy: Nagroda Micheluzzi za najlepszy komiks zagraniczny za łączone wydanie tomu pierwszego i drugiego serii[6]

## Adaptacja filmowa
W 2015 miała premierę francuska adaptacja filmowa serii, zatytułowana Le combat ordinaire, wyreżyserowana przez Laurenta Tuela. W rolach głównych wystąpili Nicholas Duvauchelle jako Marc i Maud Wyler jako Emilie.